# جزر سكيليغ
جزر سكيليغ (بالأيرلندية: Na Scealaga)، وكانت تعرف باسم «سكيلوكس» (بالإنجليزية: Skellocks)، هما جزيرتان صخريتان منحدرتان صغيرتان تقعان على بعد 13 كيلومتر غرب رأس بولوس على شبه جزيرة إفيراغ في مقاطعة كري، أيرلندا. الجزيرتان هما سكيليغ الصغرى و‌سكيليغ الكبرى.

## موقع تصوير
المشهد الأخير من حرب النجوم: القوة تنهض قد صُوِّر على سكيليغ في يوليو 2015، مع تصوير إضافي يحدث هناك في سبتمبر 2015 للفيلم التالي من السلسلة حرب النجوم: الجيداي الأخير. بقايا دير سكيليغ الكبرى تظهر في الفيلم على أنها معبد جيداي عتيق.
فيما مضى، كانت جزر سكيليغ بمثابة موقع في فيلم قلب من الزجاج عام 1976 للمخرج فرنر هرتزوغ، حيث ظهرت الجزيرتان في إحدى تنبؤات العراف هياس.
مشاهد معينة من فيلم بيزنطة عام 2012 قد صُوِّرت هناك أيضًا.

## معرض الصور

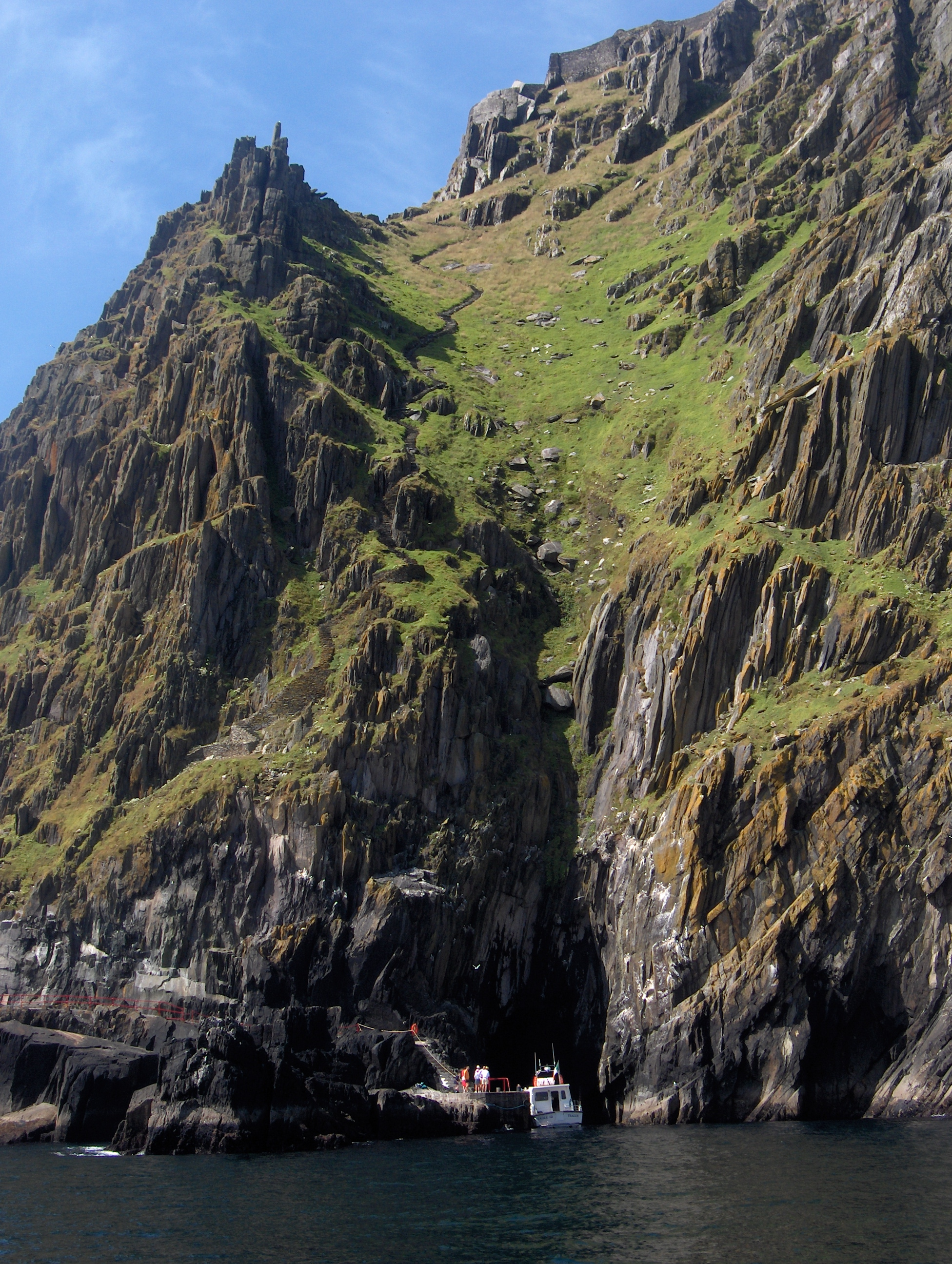
المهبط الجنوبي الشرقي على سكيليغ الكبرى
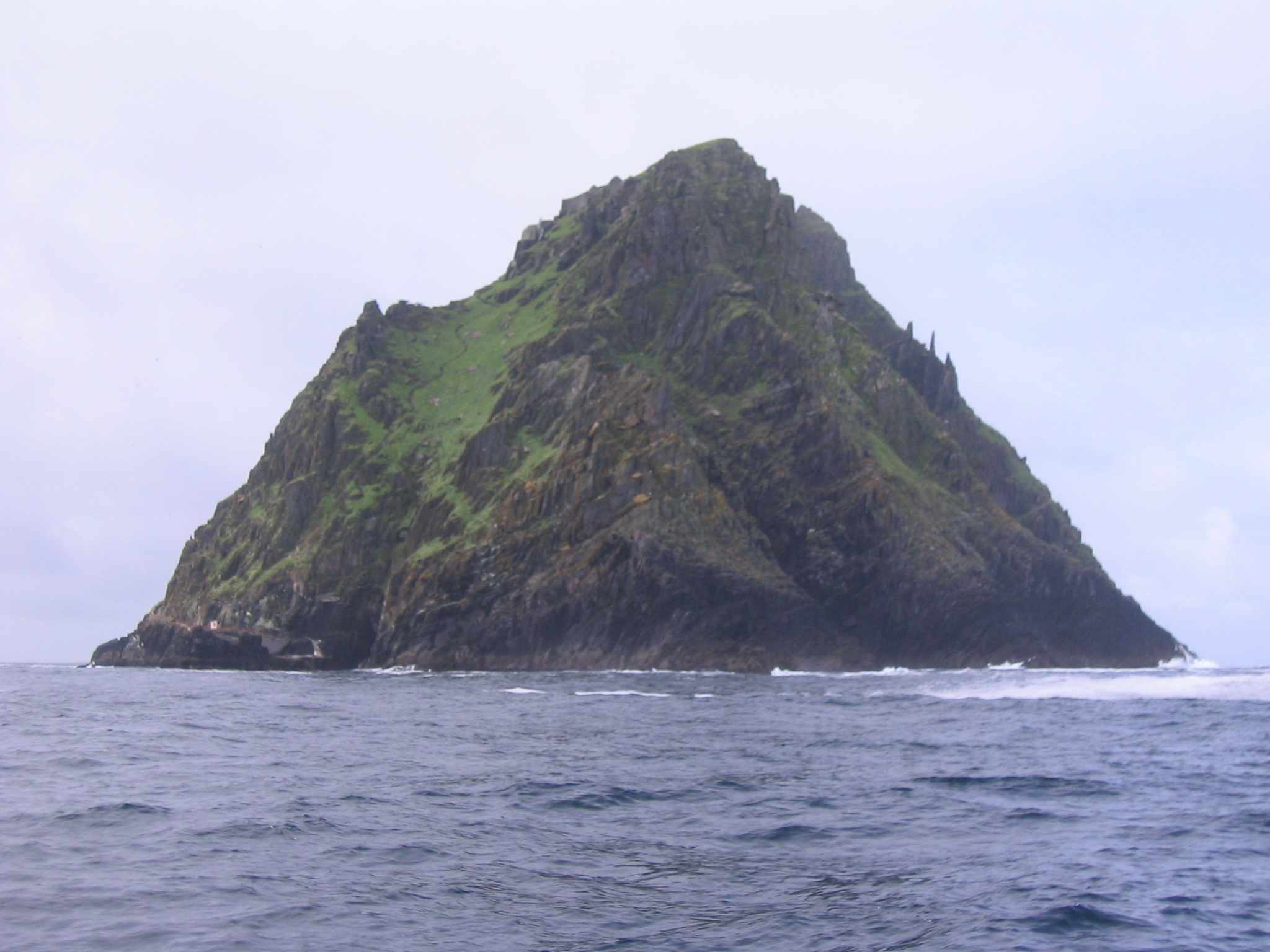
سكيليغ الكبرى
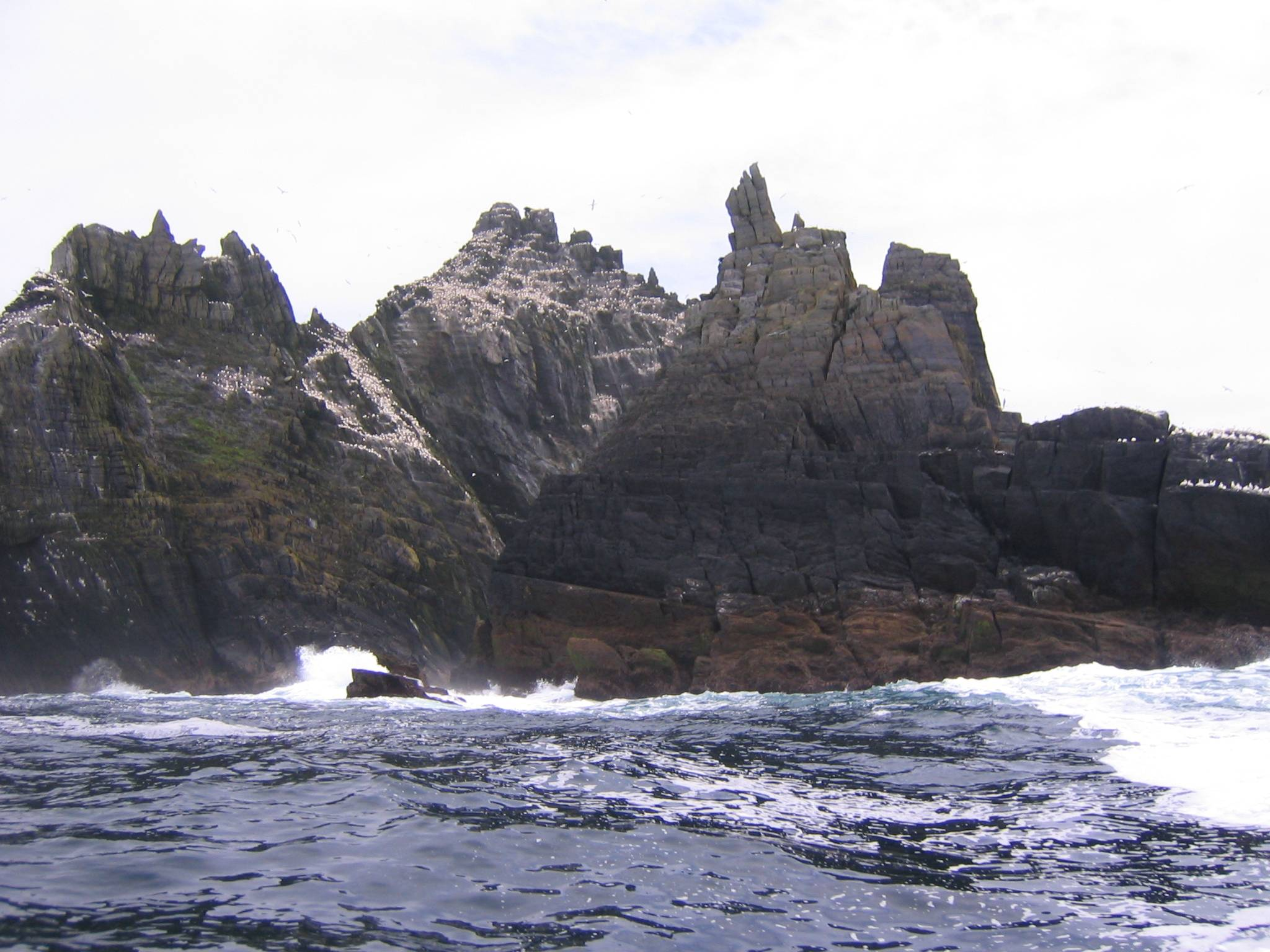
سكيليغ الصغرى
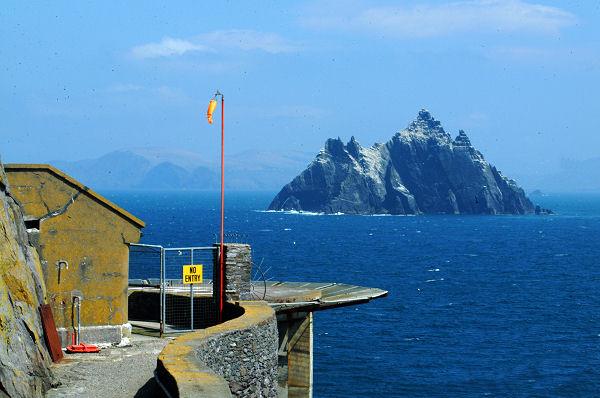
سكيليغ الصغرى مصورة من سكيليغ الكبرى
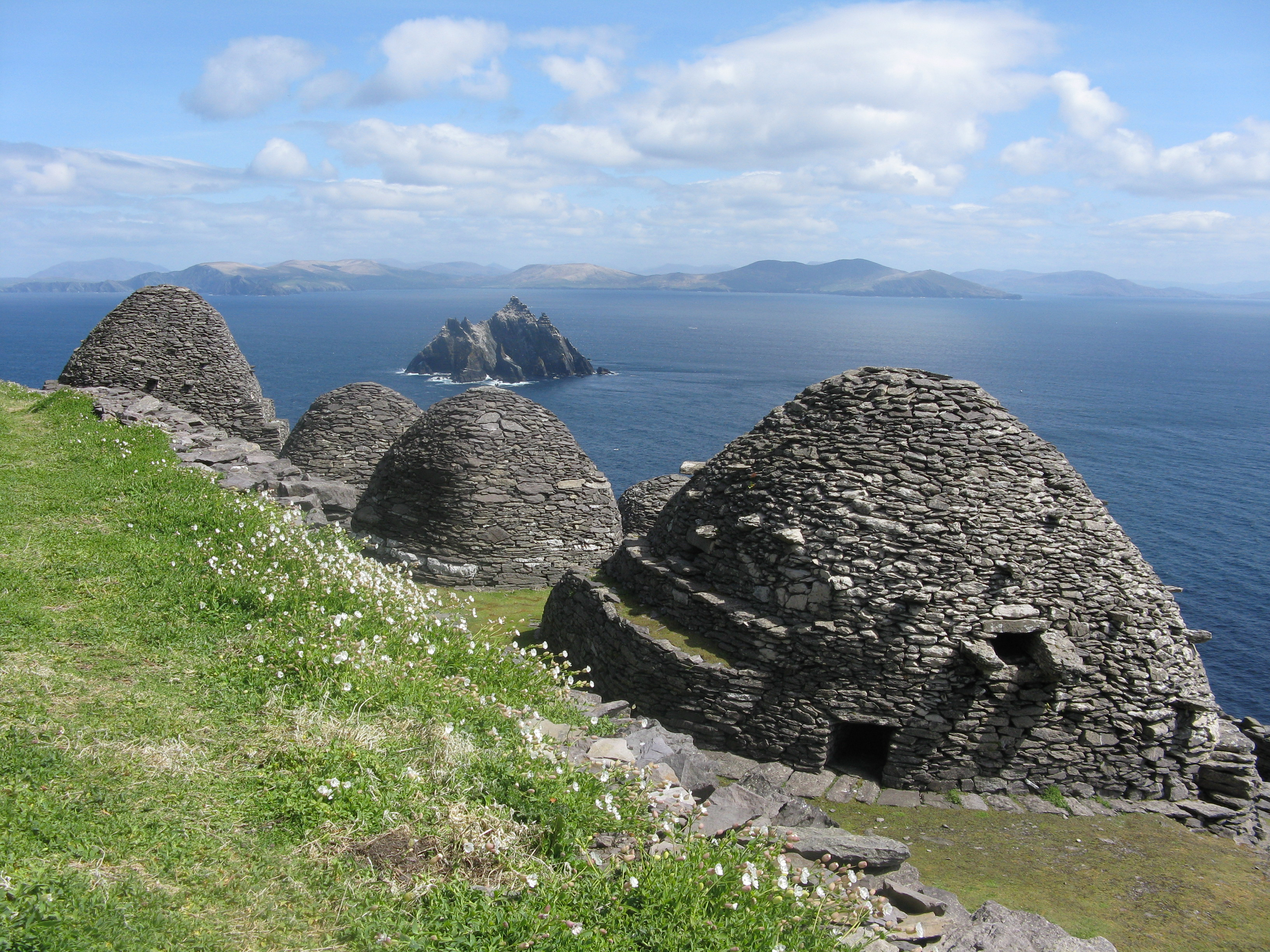
أكواخ خلية النحل على سكيليغ الكبرى